# Thomas J. O’Brien (Diplomat)

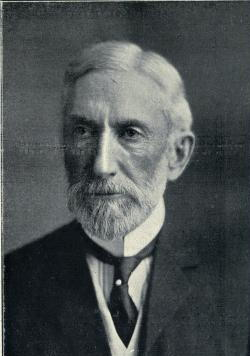
Thomas J. O’Brien (1910)

Thomas James O’Brien (* 30. Juli 1842 in Jackson, Michigan; † 19. Mai 1933 in Grand Rapids, Michigan) war ein US-amerikanischer Rechtsanwalt, Politiker der Republikanischen Partei sowie Diplomat, der unter anderem zwischen 1905 und 1907 Gesandter der Vereinigten Staaten im Königreich Dänemark, von 1907 bis 1911 Botschafter im Kaiserreich Japan sowie zwischen 1911 und 1913 Botschafter im Königreich Italien war.

## Leben
Thomas James O’Brien, Sohn von Timothy O’Brien und dessen Ehefrau Elizabeth Lander O’Brien, absolvierte nach dem Schulbesuch ein Studium der Rechtswissenschaften an der University of Michigan und nahm nach seiner anwaltlichen Zulassung eine Tätigkeit als Rechtsanwalt auf. Er war zudem als General Counsel Chefrechtsberater des Eisenbahnunternehmens Grand Rapids and Indiana Railroad. 1883 kandidierte er ohne Erfolg für ein Amt als Richter am Michigan Supreme Court, dem Obersten Gerichtshof des Bundesstaates Michigan. Er war 1896 sowie 1904 Delegierter von Michigan auf der Republican National Convention, dem Parteitag der Republikanischen Partei.
Am 8. März 1905 wurde O’Brien zum Gesandten der Vereinigten Staaten im Königreich Dänemark ernannt und überreichte dort am 27. Mai 1905 als Nachfolger von Laurits S. Swenson seine Akkreditierung. Er verblieb auf diesem Posten bis zum 5. Juni 1907, woraufhin Maurice Francis Egan seine dortige Nachfolge antrat. Daraufhin wurde er am 11. Juni 1907 zum Botschafter im Kaiserreich Japan berufen, wo er am 15. Oktober 1907 als Nachfolger von Luke Edward Wright sein Beglaubigungsschreiben übergab. Da seine Ernennung während einer Sitzungspause des US-Senats erfolgte, wurde die Bestätigung des Senats am 12. Dezember 1907 nachgeholt. Das Amt des Botschafters im Kaiserreich Japan übte er bis zum 31. August 1911 aus und wurde durch Charles Page Bryan abgelöst. Als Botschafter in Japan handelte er ein „Gentlemen’s Agreement“ zur Beendigung der Unstimmigkeiten über die japanische Einwanderung in die USA aus. Er selbst wurde bereits am 12. August 1911 zum Botschafter im Königreich Italien ernannt und überreichte dort als Nachfolger von John George Alexander Leishman am 13. November 1911 die Akkreditierung. Den Posten als Botschafter im Königreich Italien hatte er bis zum 17. September 1913 inne, woraufhin Thomas Nelson Page ihn ablöste.
Aus seiner am 4. September 1873 geschlossenen Ehe mit Delia Howard O’Brien (1848–1926) gingen der Sohn Howard O’Brien (1875–1952) sowie die Tochter Katherine O’Brien Chilton (1877–1959) hervor. Nach seinem Tode im Alter von 90 Jahren wurde er auf dem Oakhill Cemetery in Grand Rapids beigesetzt.